# لمناصرة (أولاد عيسى أولاد موسى)
لمناصرة هو دُوَّار يقع بجماعة مليلة، إقليم بنسليمان، جهة الدار البيضاء سطات في المملكة المغربية. ينتمي الدوّار لمشيخة أولاد عيسى أولاد موسى التي تضم 5 دواوير. يقدر عدد سكانه بـ 774 نسمة حسب الإحصاء الرسمي للسكان والسكنى لسنة 2004.

## روابط خارجية
- البوابة الوطنية للجماعات الترابية نسخة محفوظة 12 مارس 2018 على موقع واي باك مشين.
- المندوبية السامية للتخطيط